# Ponsonnas
Ponsonnas – miejscowość i gmina we Francji, w regionie Owernia-Rodan-Alpy, w departamencie Isère.
Według danych na rok 1990 gminę zamieszkiwało 185 osób, a gęstość zaludnienia wynosiła 64 osób/km² (wśród 2880 gmin regionu Rodan-Alpy Ponsonnas plasuje się na 1442. miejscu pod względem liczby ludności, natomiast pod względem powierzchni na miejscu 1655.).